# Majnovka (Kursk)
Majnovka (en ruso: Махновка) es un pueblo ruso perteneciente al óblast de Kursk. Situado en el suroeste del país, forma parte del distrito de Sudzha.

## Geografía
Majnovka está situado a orillas del río Sudzha y su afluente Smerditsa, 3 km al sureste de Sudzha y 88 km al suroeste de Kursk. A 11 km está la frontera entre Rusia y Ucrania, y forma parte de la región histórica de Ucrania Libre.

## Historia
El 8 de agosto de 2024, el pueblo fue escenario de una incursión en la óblast de Kursk de las Fuerzas Armadas de Ucrania en el transcurso de la guerra ruso-ucraniana. El 15 de agosto, el gobierno ucraniano anunció la formación de una administración militar para brindar ayuda humanitaria a los civiles y mantener la ley y el orden, donde se integró a Majnovka. Este volvió al poder de Rusia en marzo de 2025.

## Demografía
La evolución demográfica de Majnovka entre 2002 y 2021 fue la siguiente:
| 1164                           | 1100 | 1062 |
| (Fuente: Population of Russia) |      |      |